# Фумоне
Фумоне (італ. Fumone) — муніципалітет в Італії, у регіоні Лаціо,  провінція Фрозіноне.
Фумоне розташоване на відстані близько 70 км на схід від Рима, 13 км на північний захід від Фрозіноне.
Населення — 2120 осіб (2014).
Покровитель — San Sebastiano.

## Демографія
Населення за роками:

Станом на 1 січня 2023 року в муніципалітеті офіційно проживали 74 іноземці з 11 країн, серед них 59 громадян країн Євросоюзу та 1 громадянин України.

## Сусідні муніципалітети
- Алатрі
- Ананьї
- Ферентіно
- Тривільяно